# District d'Echeng
Le district d'Echeng (鄂城区 ; pinyin : Èchéng Qū) est une subdivision administrative de la province du Hubei en Chine. Il est placé sous la juridiction de la ville-préfecture d'Ezhou.
Le centre-ville de Ezhou est située dans ce district.